# Сууремийза (Вормсі)
Су́уремийза (ест. Suuremõisa küla) — село в Естонії, у волості Вормсі повіту Ляенемаа.

## Населення
Чисельність населення на 31 грудня 2011 року становила 19 осіб.

## Географія
Село розташоване в південно-західній частині острова Вормсі.
На території села на північний схід від населеного пункту виходить на поверхню джерело Суураллікас (Suurallikas) (58°59′52″ пн. ш. 23°12′37″ сх. д. / 58.99778° пн. ш. 23.21028° сх. д.). На схід від села лежить озеро Пряствіке (Prästvike)
Через село проходить автошлях 16131.

## Історія
До 1977 року населений пункт існував як поселення Сууремийза (Suuremõisa asundus). Під час адміністративної реформи 1977 року поселення отримало статус села (Suuremõisa küla).